# الدنیز رسول‌اف
اِلدِنیز غیب‌الله اوغلو رسول‌اُف بازیگر سینما و صدا پیشهٔ اهل کشور جمهوری آذربایجان است. از فیلم‌هایی که وی در آنها بازی کرده‌است می‌توان به فیلم بابک اشاره نمود.